# Крог, Гергардт Кристоф фон

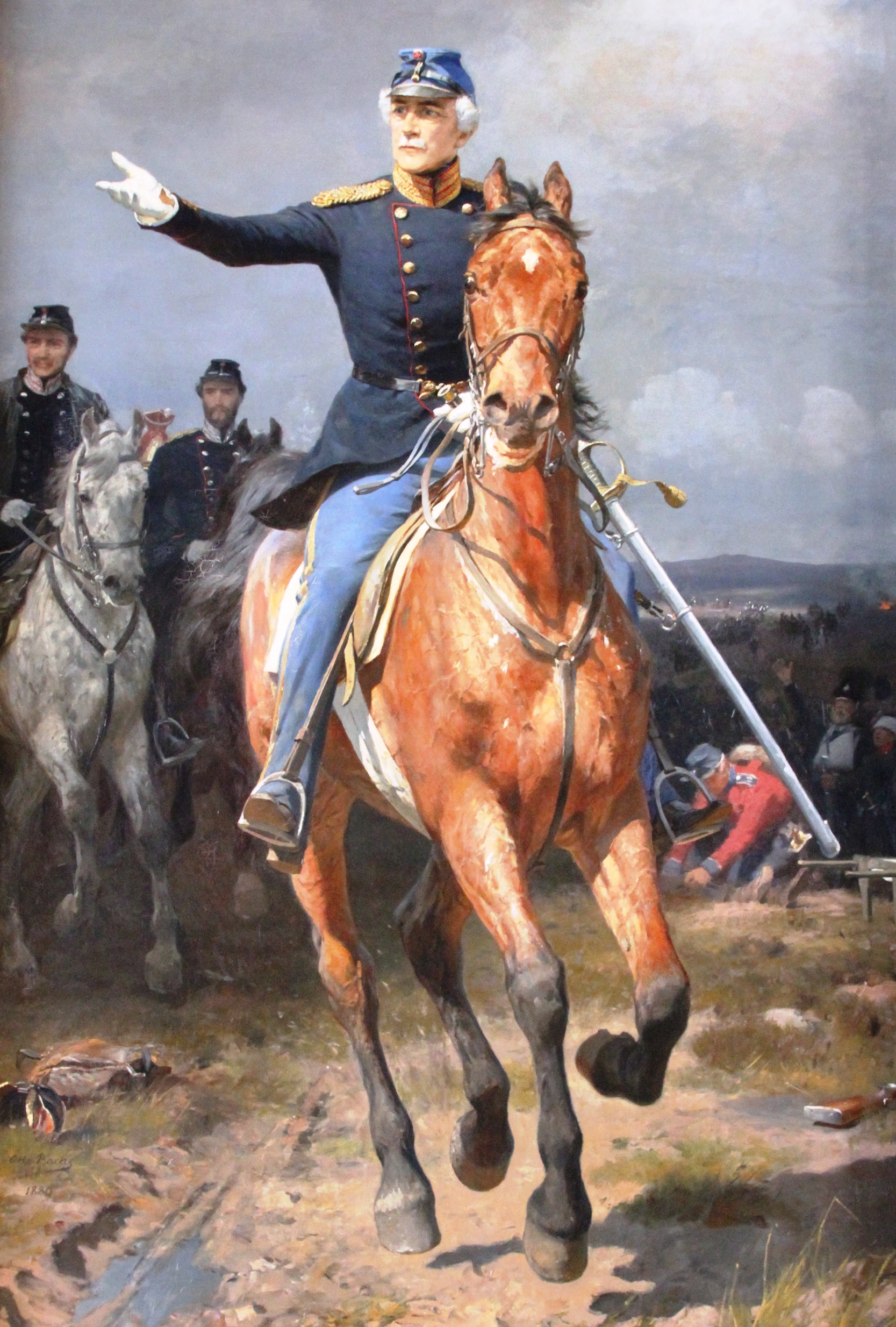
Генерал-лейтенант К. фон Крог

Гергардт Кристоф фон Крог (1792—1865) — датский военачальник, Главнокомандующий датской армии во время Датско-прусской войны (1848—1850), генерал-лейтенант.

## Биография
Родился в семье камергера, егермейстера, тайного советника датского двора Фридриха Фердинанда фон Крога (1737—1829), предки которого выехали в Данию в XIII веке из Нижней Саксонии.
Во время бомбардировки Копенгагена британцами в ходе Англо-датской войны в сентябре 1807 года участвовал в обороне города.
В 1840 году был произведен в полковники, в 1847 году — в генерал-майоры. Командир бригады (1848). Позже — командовал воинскими подразделениями в Ютландии, руководил, среди прочего, улучшением крепости Фредерисия. 
Во время Датско-прусской войны (1848—1850) К. фон Крог, был назначен главнокомандующим датской армии, но вследствие неудачных действий при Экернферде (Кильская бухта, апрель 1849) был замещён генералом Фредериком фон Бюловым, но тот потерпел поражение в битве у Кольдинга 23 апреля от прусского корпуса фон Бонина. Датчане после штурма дюппельских укреплений были вынуждены отступить к Альзену, потеряв Кольдинг. Когда Ф. фон Бюлов серьёзно заболел, К. фон Крог вновь получил главное командование датской армией (38 тысяч и 96 орудий) и в битве при Идштедте, произошедшей 24-25 июня 1850 года нанёс шлезвиг-гольштинским войскам поражение. Вскоре после битвы ему было присвоено звание генерал-лейтенанта.
По окончании войны он командовал войсками сначала в Шлезвиге, а затем в Голштинии.
После инсульта в 1857 году вышел в отставку.
Его заслуги перед отечеством были отмечены орденами Святой Анны и Большим крестом ордена Данеброг.